# Liste der Straßen und Plätze in der Samtgemeinde Velpke
Die Samtgemeinde Velpke liegt im Norden des Landkreises Helmstedt und schließt im Nordwesten an die Stadt Wolfsburg und den Landkreis Gifhorn. Im Osten verläuft die Landesgrenze zu Sachsen-Anhalt und dort dem Landkreis Börde. Im Süden schließt die Samtgemeinde Grasleben und im Südwesten die Stadt Königslutter am Elm an.
Ausgehend vom ungefähr mittig liegenden Ort Velpke befindet ist im Nordwesten Danndort und im Uhrzeigersinn Grafhorst, Wahrstedt, Meinkot, Bahrdorf, Saalsdorf, Mackendorf, Rickensdorf, Papenrode, Groß Sisbeck, Klein Sisbeck, Volkmarsdorf, Groß Twülpstedt, Rümmer und Klein Twülpstedt.
Die Länge der Straßen wurde mittels Google Earth ermittelt. Es sind daher Annäherungswerte, da besonders Straßenverläufe und -namen in unterschiedlichen Kartendiensten abweichend wiedergegeben werden.

Samtgemeinde Velpke im Landkreis Helmstedt

Quelle: Openstreetmap vom 2022-01-03
| Straßenname                      | Ort                              | Länge  | Besonderheit                                                                                       | Bild |
| -------------------------------- | -------------------------------- | ------ | -------------------------------------------------------------------------------------------------- | ---- |
| Am Alten Bahnhof (Lage)          | Bahrdorf                         | 303 m  | |      |
| Am Alten Markt (Lage)            | Bahrdorf                         | 326 m  | St.-Stephanus-Kirche                                                                               |      |
| Am Lerchenberg (Lage)            | Bahrdorf                         | 270 m  | Kieswerk                                                                                           |      |
| Am Windmühlenberg (Lage)         | Bahrdorf                         | 521 m  | |      |
| An der Plantage (Lage)           | Bahrdorf                         | 503 m  | |      |
| An der Masch (Lage)              | Bahrdorf                         | 203 m  | |      |
| Bäckerweg (Lage)                 | Bahrdorf                         | 148 m  | |      |
| Bahnhofstraße (Lage)             | Bahrdorf                         | 1037 m | Friedhof                                                                                           |      |
| Blanken (Lage)                   | Bahrdorf                         | 241 m  | Forsthaus „Zum Blanken“ im Außenbereich                                                            |      |
| Domänenweg (Lage)                | Bahrdorf                         | 101 m  | |      |
| Gartenweg (Lage)                 | Bahrdorf                         | 198 m  | |      |
| Helmstedter Straße (Lage)        | Bahrdorf                         | 928 m  | Kita „Krümelkiste“, Kita „Dachsbau“, Schützenverein Bahrdorf                                       |      |
| Im Reuterbusch (Lage)            | Bahrdorf                         | 294 m  | |      |
| Im Winkel (Lage)                 | Bahrdorf                         | 73 m   | |      |
| Krauelei (Lage)                  | Bahrdorf                         | 165 m  | |      |
| Neue Siedlung (Lage)             | Bahrdorf                         | 322 m  | |      |
| Neuer Weg (Lage)                 | Bahrdorf                         | 136 m  | |      |
| Oebisfelder Straße (Lage)        | Bahrdorf                         | 765 m  | |      |
| Schulstraße (Lage)               | Bahrdorf                         | 465 m  | Ortsfeuerwehr Bahrdorf, Lapau-Halle Bahrdorf, Sportplatz, Grundschule „Marienkäferschule“ Bahrdorf |      |
| Verbindungsweg (Lage)            | Bahrdorf                         | 80 m   | Nicht in allen Kartendiensten verzeichnet. Alternativname An der Plantage Verbindungsweg.          |      |
| Vorsfelder Straße (Lage)         | Bahrdorf                         | 628 m  | Kieswerk                                                                                           |      |
| Zum Kämerken (Lage)              | Bahrdorf                         | 208 m  | |      |
| Alte Dorfstraße (Lage)           | Bahrdorf-Mackendorf              | 265 m  | |      |
| Am Feuerwehrhaus (Lage)          | Bahrdorf-Mackendorf              | 78 m   | |      |
| Am Friedhof (Lage)               | Bahrdorf-Mackendorf              | 90 m   | Friedhof Mackendorf                                                                                |      |
| An der Lege (Lage)               | Bahrdorf-Mackendorf              | 275 m  | |      |
| An der Molkerei (Lage)           | Bahrdorf-Mackendorf              | 54 m   | |      |
| Bauerstraße (Lage)               | Bahrdorf-Mackendorf              | 267 m  | Kirche                                                                                             |      |
| Döhrener Straße (Lage)           | Bahrdorf-Mackendorf              | 951 m  | |      |
| Drosselweg (Lage)                | Bahrdorf-Mackendorf              | 34 m   | Nicht in allen Kartendiensten verzeichnet.                                                         |      |
| Klinkerwerk (Lage)               | Bahrdorf-Mackendorf              | 387 m  | Ziegelei im Außenbereich                                                                           |      |
| Krugberg (Lage)                  | Bahrdorf-Mackendorf              | 105 m  | |      |
| Lindenweg (Lage)                 | Bahrdorf-Mackendorf              | 65 m   | |      |
| Mittelweg (Lage)                 | Bahrdorf-Mackendorf              | 118 m  | |      |
| Ohmsmühle(Lage)                  | Bahrdorf-Mackendorf              | 68 m   | Im Außenbereich                                                                                    |      |
| Saalsdorfer Straße (Lage)        | Bahrdorf-Mackendorf              | 225 m  | |      |
| Schmiedegasse (Lage)             | Bahrdorf-Mackendorf              | 47 m   | |      |
| Schmiedeweg (Lage)               | Bahrdorf-Mackendorf              | 79 m   | |      |
| Siedlung (Lage)                  | Bahrdorf-Mackendorf              | 125 m  | |      |
| Tiefer Weg (Lage)                | Bahrdorf-Mackendorf              | 144 m  | |      |
| Unter den Eichen (Lage)          | Bahrdorf-Mackendorf              | 176 m  | |      |
| Waldmühle (Lage)                 | Bahrdorf-Mackendorf              | 325 m  | Im Außenbereich                                                                                    |      |
| Weberweg (Lage)                  | Bahrdorf-Mackendorf              | 65 m   | |      |
| Zum Sportplatz (Lage)            | Bahrdorf-Mackendorf              | 417 m  | Schützenverein Mackendorf                                                                          |      |
| Am Teiche (Lage)                 | Bahrdorf-Rickensdorf             | 124 m  | |      |
| Bohnenstücke (Lage)              | Bahrdorf-Rickensdorf             | 96 m   | |      |
| Lange Straße (Lage)              | Bahrdorf-Rickensdorf             | 777 m  | ehemalige Ortsfeuerwehr Rickensdorf, Johannes-Baptista Kirche Rickensdorf                          |      |
| Mackendorfer Weg (Lage)          | Bahrdorf-Rickensdorf             | 255 m  | |      |
| Papenroder Straße (Lage)         | Bahrdorf-Rickensdorf             | 112 m  | Friedhof Rickensdorf im Außenbereich.                                                              |      |
| Querweg (Lage)                   | Bahrdorf-Rickensdorf             | 369 m  | |      |
| Rickmannstraße (Lage)            | Bahrdorf-Rickensdorf             | 112 m  | |      |
| Ring (Lage)                      | Bahrdorf-Rickensdorf             | 42 m   | |      |
| Siedlerweg (Lage)                | Bahrdorf-Rickensdorf             | 575 m  | Sportplatz, Schützenvereinsheim                                                                    |      |
| Alerhop (Lage)                   | Bahrdorf-Saalsdorf               | 78 m   | |      |
| Allerstraße (Lage)               | Bahrdorf-Saalsdorf               | 172 m  | |      |
| Altena (Lage)                    | Bahrdorf-Saalsdorf               | 529 m  | Gutshof im Außenbereich, Biogasanlage                                                              |      |
| Am Dorfplatz (Lage)              | Bahrdorf-Saalsdorf               | 80 m   | |      |
| Am Schützenplatz (Lage)          | Bahrdorf-Saalsdorf               | 372 m  | Sportheim SV Saalsdorf                                                                             |      |
| Am Warberg (Lage)                | Bahrdorf-Saalsdorf               | 58 m   | |      |
| Bergstraße (Lage)                | Bahrdorf-Saalsdorf               | 310 m  | |      |
| Breite (Lage)                    | Bahrdorf-Saalsdorf               | 211 m  | |      |
| Eduard-Schmelzkopf-Straße (Lage) | Bahrdorf-Saalsdorf               | 117 m  | |      |
| Gartenstraße (Lage)              | Bahrdorf-Saalsdorf               | 110 m  | |      |
| Kirchweg (Lage)                  | Bahrdorf-Saalsdorf               | 40 m   | Johannes-Baptista-Kirche                                                                           |      |
| Lehmkuhlenweg (Lage)             | Bahrdorf-Saalsdorf               | 204 m  | Nicht in allen Kartendiensten verzeichnet.                                                         |      |
| Lockstedter Straße (Lage)        | Bahrdorf-Saalsdorf               | 694 m  | Friedhof Saalsdorf                                                                                 |      |
| Mackendorfer Straße (Lage)       | Bahrdorf-Saalsdorf               | 167 m  | |      |
| Seggerderweg (Lage)              | Bahrdorf-Saalsdorf               | 179 m  | Fußweg                                                                                             |      |
| Steinstraße (Lage)               | Bahrdorf-Saalsdorf               | 189 m  | |      |
| Thüne (Lage)                     | Bahrdorf-Saalsdorf               | 76 m   | Fußweg                                                                                             |      |
| Weferlinger Straße (Lage)        | Bahrdorf-Saalsdorf               | 700 m  | Ortsfeuerwehr Saalsdorf                                                                            |      |
| Zu den Flachsrotten (Lage)       | Bahrdorf-Saalsdorf               | 95 m   | |      |
| Am Brande(Lage)                  | Danndorf                         | 229 m  | |      |
| Am Dorfe (Lage)                  | Danndorf                         | 273 m  | |      |
| Am Mühlenberg (Lage)             | Danndorf                         | 262 m  | |      |
| Am Steinbruch (Lage)             | Danndorf                         | 266 m  | |      |
| Am Tannenkamp (Lage)             | Danndorf                         | 152 m  | Großes Loch (Teich)                                                                                |      |
| Amselweg (Lage)                  | Danndorf                         | 262 m  | Krebsloch (Teich)                                                                                  |      |
| An den Angelteichen (Lage)       | Danndorf                         | 683 m  | |      |
| Birkenweg (Lage)                 | Danndorf                         | 133 m  | |      |
| Brombeerweg (Lage)               | Danndorf                         | 478 m  | |      |
| Buchenbergweg (Lage)             | Danndorf                         | 289 m  | Feldweg                                                                                            |      |
| Drosselweg (Lage)                | Danndorf                         | 96 m   | |      |
| Falkenstraße (Lage)              | Danndorf                         | 309 m  | |      |
| Feldstraße (Lage)                | Danndorf                         | 576 m  | |      |
| Gänsetrift (Lage)                | Danndorf                         | 98 m   | |      |
| Gartenstraße (Lage)              | Danndorf                         | 318 m  | |      |
| Gasse (Lage)                     | Danndorf                         | 106 m  | Verbindungsweg/Fußweg                                                                              |      |
| Ginsterweg (Lage)                | Danndorf                         | 413 m  | |      |
| Grafhorster Straße (Lage)        | Danndorf                         | 1105 m | Friedhof                                                                                           |      |
| Hauptstraße (Lage)               | Danndorf                         | 1437 m | |      |
| Holunderring (Lage)              | Danndorf                         | 393 m  | |      |
| Hubertusweg (Lage)               | Danndorf                         | 187 m  | |      |
| Hünenbergstraße (Lage)           | Danndorf                         | 604 m  | |      |
| Im Grashof (Lage)                | Danndorf                         | 107 m  | |      |
| Im Hünenberg (Lage)              | Danndorf                         | 110 m  | |      |
| Im Kohlgarten (Lage)             | Danndorf                         | 242 m  | |      |
| Im Siek (Lage)                   | Danndorf                         | 200 m  | |      |
| Im Winkel (Lage)                 | Danndorf                         | 134 m  | |      |
| In den Breiten Stücken (Lage)    | Danndorf                         | 240 m  | |      |
| In den Kämpen (Lage)             | Danndorf                         | 107 m  | |      |
| Kampring (Lage)                  | Danndorf                         | 259 m  | |      |
| Kiefernweg (Lage)                | Danndorf                         | 60 m   | |      |
| Kirchstraße (Lage)               | Danndorf                         | 243 m  | Kreuzkirche Danndorf                                                                               |      |
| Klatschmohnweg (Lage)            | Danndorf                         | 96 m   | |      |
| Koppelweg (Lage)                 | Danndorf                         | 96 m   | |      |
| Kornblumenring (Lage)            | Danndorf                         | 500 m  | |      |
| Margaritenweg (Lage)             | Danndorf                         | 450 m  | |      |
| Neuhäuser Straße (Lage)          | Danndorf                         | 425 m  | |      |
| Plantagenweg (Lage)              | Danndorf                         | 174 m  | |      |
| Poststraße (Lage)                | Danndorf                         | 351 m  | |      |
| Sandweg (Lage)                   | Danndorf                         | 139 m  | |      |
| Schlehenweg (Lage)               | Danndorf                         | 74 m   | |      |
| Schmiedestraße (Lage)            | Danndorf                         | 335 m  | Alte Schmiede                                                                                      |      |
| Schulgasse (Lage)                | Danndorf                         | 154 m  | Kindergarten Danndorf „Rappelkiste“                                                                |      |
| Schulstraße (Lage)               | Danndorf                         | 294 m  | Grundschule Danndorf                                                                               |      |
| Schützenplatz (Lage)             | Danndorf                         | 596 m  | Schützenverein Danndorf                                                                            |      |
| Sonnenblumenweg (Lage)           | Danndorf                         | 243 m  | |      |
| Tränkenweg (Lage)                | Danndorf                         | 272 m  | Ortsfeuerwehr Danndorf                                                                             |      |
| Trommelberg (Lage)               | Danndorf                         | 541 m  | |      |
| Vorsfelder Straße (Lage)         | Danndorf                         | 227 m  | |      |
| Waldstraße (Lage)                | Danndorf                         | 1131 m | Sportverein                                                                                        |      |
| Wiesenweg (Lage)                 | Danndorf                         | 184 m  | |      |
| An der Baueraller (Lage)         | Grafhorst                        | 210 m  | Ortsfeuerwehr Grafhorst, Dorfgemeinschaftshaus                                                     |      |
| An der Baumschule (Lage)         | Grafhorst                        | 169 m  | |      |
| Danndorfer Straße (Lage)         | Grafhorst                        | 886 m  | Schützenheim, Sportheim                                                                            |      |
| Gartenstraße (Lage)              | Grafhorst                        | 412 m  | |      |
| Georg-Wenzel-Straße (Lage)       | Grafhorst                        | 85 m   | |      |
| Grabauer Diek (Lage)             | Grafhorst                        | 255 m  | |      |
| Grüne Aue (Lage)                 | Grafhorst                        | 586 m  | |      |
| Hopgarten (Lage)                 | Grafhorst                        | 183 m  | |      |
| Im Winkel (Lage)                 | Grafhorst                        | 311 m  | |      |
| In den Morgen (Lage)             | Grafhorst                        | 111 m  | |      |
| Kirchstraße (Lage)               | Grafhorst                        | 675 m  | Elisabeth-Kirche, Grafhorster Schule                                                               |      |
| Kleine Masch (Lage)              | Grafhorst                        | 222 m  | |      |
| Kohlgärten (Lage)                | Grafhorst                        | 312 m  | |      |
| Lange Stücke (Lage)              | Grafhorst                        | 342 m  | |      |
| Lindenstraße (Lage)              | Grafhorst                        | 397 m  | |      |
| Mühlenbrink (Lage)               | Grafhorst                        | 157 m  | |      |
| Mühlenweg (Lage)                 | Grafhorst                        | 469 m  | |      |
| Ostlandring (Lage)               | Grafhorst                        | 480 m  | |      |
| Wahrstedter Straße (Lage)        | Grafhorst                        | 1032 m | |      |
| Wolfskuhle (Lage)                | Grafhorst                        | 296 m  | |      |
| Wriedstücke (Lage)               | Grafhorst                        | 238 m  | |      |
| Am Alten See (Lage)              | Groß Twülpstedt                  | 246 m  | |      |
| An der Tünnecke (Lage)           | Groß Twülpstedt                  | 62 m   | |      |
| Baumschulenweg (Lage)            | Groß Twülpstedt                  | 211 m  | |      |
| Cornringstraße (Lage)            | Groß Twülpstedt                  | 1021 m | St.-Maria-St.-Cyriakuskirche, Windmühle Groß Twülpstedt                                            |      |
| Glockenkuhle (Lage)              | Groß Twülpstedt                  | 83 m   | |      |
| Im Asper (Lage)                  | Groß Twülpstedt                  | 533 m  | Zufahrt zu Am Bahnhof.                                                                             |      |
| Im Kamp (Lage)                   | Groß Twülpstedt                  | 225 m  | Sportplatz                                                                                         |      |
| Im Ihlenkamp (Lage)              | Groß Twülpstedt                  | 220 m  | |      |
| Kirchgasse (Lage)                | Groß Twülpstedt                  | 90 m   | Pfarramt                                                                                           |      |
| Langer Berg (Lage)               | Groß Twülpstedt                  | 464 m  | Turnhalle, Grundschule am See, Kindertagesstätte „Pusteblume“, Friedhof                            |      |
| Oststraße (Lage)                 | Groß Twülpstedt                  | 255 m  | |      |
| Schulweg (Lage)                  | Groß Twülpstedt                  | 298 m  | |      |
| Seeberg (Lage)                   | Groß Twülpstedt                  | 477 m  | Ortsfeuerwehr Groß Twülpstedt                                                                      |      |
| Thieberg (Lage)                  | Groß Twülpstedt                  | 150 m  | |      |
| Vogelsang (Lage)                 | Groß Twülpstedt                  | 256 m  | |      |
| Waldstraße (Lage)                | Groß Twülpstedt                  | 464 m  | Alte Dorfschule                                                                                    |      |
| Windmühlenberg (Lage)            | Groß Twülpstedt                  | 317 m  | |      |
| Am Brink (Lage)                  | Groß Twülpstedt-Groß Sisbeck     | 91 m   | |      |
| Am Dötel (Lage)                  | Groß Twülpstedt-Groß Sisbeck     | 164 m  | |      |
| Am Lustgarten (Lage)             | Groß Twülpstedt-Groß Sisbeck     | 192 m  | |      |
| Am Mühlenhope (Lage)             | Groß Twülpstedt-Groß Sisbeck     | 460 m  | Alte Windmühle                                                                                     |      |
| Am Schäfergarten (Lage)          | Groß Twülpstedt-Groß Sisbeck     | 115 m  | |      |
| Auf der Masch (Lage)             | Groß Twülpstedt-Groß Sisbeck     | 95 m   | |      |
| Bergstraße (Lage)                | Groß Twülpstedt-Groß Sisbeck     | 172 m  | Ortsfeuerwehr Groß Sisbeck                                                                         |      |
| Feuergasse (Lage)                | Groß Twülpstedt-Groß Sisbeck     | 118 m  | |      |
| Handwerkerring (Lage)            | Groß Twülpstedt-Groß Sisbeck     | 165 m  | |      |
| Mühlenblick (Lage)               | Groß Twülpstedt-Groß Sisbeck     | 93 m   | |      |
| Ostlandweg (Lage)                | Groß Twülpstedt-Groß Sisbeck     | 485 m  | |      |
| Sesbeke (Lage)                   | Groß Twülpstedt-Groß Sisbeck     | 793 m  | |      |
| Ahmstorfer Weg (Lage)            | Groß Twülpstedt-Klein Sisbeck    | 247 m  | |      |
| Am Sportplatz (Lage)             | Groß Twülpstedt-Klein Sisbeck    | 441 m  | Sportplatz, Friedhof                                                                               |      |
| An der Böke (Lage)               | Groß Twülpstedt-Klein Sisbeck    | 359 m  | |      |
| Bisdorfer Weg (Lage)             | Groß Twülpstedt-Klein Sisbeck    | 90 m   | |      |
| Dorfstraße (Lage)                | Groß Twülpstedt-Klein Sisbeck    | 603 m  | |      |
| Handelsweg (Lage)                | Groß Twülpstedt-Klein Sisbeck    | 94 m   | |      |
| Helmstedter Weg (Lage)           | Groß Twülpstedt-Klein Sisbeck    | 266 m  | |      |
| Im Bökengarten (Lage)            | Groß Twülpstedt-Klein Sisbeck    | 391 m  | |      |
| Im Winnecken (Lage)              | Groß Twülpstedt-Klein Sisbeck    | 132 m  | |      |
| Kuhstraße (Lage)                 | Groß Twülpstedt-Klein Sisbeck    | 282 m  | |      |
| Tweete (Lage)                    | Groß Twülpstedt-Klein Sisbeck    | 81 m   | |      |
| Am Bahnhof (Lage)                | Groß Twülpstedt-Klein Twülpstedt | 373 m  | |      |
| Auenfeld (Lage)                  | Groß Twülpstedt-Klein Twülpstedt | 269 m  | |      |
| Brunnenweg (Lage)                | Groß Twülpstedt-Klein Twülpstedt | 314 m  | Abwasserpumpstation, Bauhof                                                                        |      |
| Fabrikstraße (Lage)              | Groß Twülpstedt-Klein Twülpstedt | 258 m  | |      |
| Fliederweg (Lage)                | Groß Twülpstedt-Klein Twülpstedt | 159 m  | Pumpstation                                                                                        |      |
| Hinter den Höfen (Lage)          | Groß Twülpstedt-Klein Twülpstedt | 354 m  | Ortsfeuerwehr Klein Twülpstedt                                                                     |      |
| Lindenallee (Lage)               | Groß Twülpstedt-Klein Twülpstedt | 262 m  | |      |
| Meinkoter Straße (Lage)          | Groß Twülpstedt-Klein Twülpstedt | 269 m  | |      |
| Rotdornstraße (Lage)             | Groß Twülpstedt-Klein Twülpstedt | 1461 m | |      |
| Schützenweg (Lage)               | Groß Twülpstedt-Klein Twülpstedt | 257 m  | Schützenplatz                                                                                      |      |
| Waldblick (Lage)                 | Groß Twülpstedt-Klein Twülpstedt | 96 m   | |      |
| Wanne (Lage)                     | Groß Twülpstedt-Klein Twülpstedt | 208 m  | |      |
| Zum Festplatz (Lage)             | Groß Twülpstedt-Klein Twülpstedt | 179 m  | Schützenplatz                                                                                      |      |
| Zum Krähenberg (Lage)            | Groß Twülpstedt-Klein Twülpstedt | 201 m  | |      |
| Auf dem Heiligen Kampe (Lage)    | Groß Twülpstedt-Papenrode        | 204 m  | |      |
| Bäckerstraße (Lage)              | Groß Twülpstedt-Papenrode        | 182 m  | |      |
| Bahrdorfer Straße (Lage)         | Groß Twülpstedt-Papenrode        | 632 m  | Schützenverein im Außenbereich                                                                     |      |
| Bauerstraße (Lage)               | Groß Twülpstedt-Papenrode        | 93 m   | |      |
| Denkmalplatz (Lage)              | Groß Twülpstedt-Papenrode        | 50 m   | |      |
| Im Winkel (Lage)                 | Groß Twülpstedt-Papenrode        | 102 m  | |      |
| Kesselende (Lage)                | Groß Twülpstedt-Papenrode        | 179 m  | |      |
| Kulk (Lage)                      | Groß Twülpstedt-Papenrode        | 61 m   | Verbindungsweg                                                                                     |      |
| Lindenstraße (Lage)              | Groß Twülpstedt-Papenrode        | 349 m  | |      |
| Querenhorster Straße (Lage)      | Groß Twülpstedt-Papenrode        | 315 m  | Ortsfeuerwehr Papenrode, Friedhof im Außenbereich                                                  |      |
| Schmiedegasse (Lage)             | Groß Twülpstedt-Papenrode        | 86 m   | |      |
| Schneeberg (Lage)                | Groß Twülpstedt-Papenrode        | 197 m  | |      |
| Steingasse (Lage)                | Groß Twülpstedt-Papenrode        | 109 m  | |      |
| Steinplessen (Lage)              | Groß Twülpstedt-Papenrode        | 394 m  | |      |
| Zum Rosengarten (Lage)           | Groß Twülpstedt-Papenrode        | 211 m  | |      |
| Brotweg (Lage)                   | Groß Twülpstedt-Rümmer           | 113 m  | |      |
| Finkenbalken (Lage)              | Groß Twülpstedt-Rümmer           | 155 m  | |      |
| Gartenweg (Lage)                 | Groß Twülpstedt-Rümmer           | 167 m  | |      |
| Hehlinger Straße (Lage)          | Groß Twülpstedt-Rümmer           | 440 m  | |      |
| Höhneweg (Lage)                  | Groß Twülpstedt-Rümmer           | 111 m  | |      |
| Kurfürstendamm (Lage)            | Groß Twülpstedt-Rümmer           | 637 m  | |      |
| Parkstraße (Lage)                | Groß Twülpstedt-Rümmer           | 379 m  | Sportplatz                                                                                         |      |
| Reitweg (Lage)                   | Groß Twülpstedt-Rümmer           | 341 m  | |      |
| Rosendamm (Lage)                 | Groß Twülpstedt-Rümmer           | 573 m  | Ortsfeuerwehr Rümmer, Dorfgemeinschaftshaus Rümmer                                                 |      |
| Rottenweg (Lage)                 | Groß Twülpstedt-Rümmer           | 204 m  | |      |
| Schaperplatz (Lage)              | Groß Twülpstedt-Rümmer           | 54 m   | |      |
| Teichstraße (Lage)               | Groß Twülpstedt-Rümmer           | 149 m  | |      |
| Volkmarsdorfer Straße (Lage)     | Groß Twülpstedt-Rümmer           | 366 m  | |      |
| Weideweg (Lage)                  | Groß Twülpstedt-Rümmer           | 451 m  | |      |
| Wiesenweg (Lage)                 | Groß Twülpstedt-Rümmer           | 266 m  | |      |
| Bahnhofstraße (Lage)             | Groß Twülpstedt-Volkmarsdorf     | 328 m  | |      |
| Friedhofsweg (Lage)              | Groß Twülpstedt-Volkmarsdorf     | 241 m  | Friedhof, Sportplatz                                                                               |      |
| Gänsekamp (Lage)                 | Groß Twülpstedt-Volkmarsdorf     | 158 m  | |      |
| Gasse (Lage)                     | Groß Twülpstedt-Volkmarsdorf     | 160 m  | Pfarramt                                                                                           |      |
| Hauptstraße (Lage)               | Groß Twülpstedt-Volkmarsdorf     | 1026 m | St.-Servatius, Alte Schmiede, Ortsfeuerwehr Volkmarsdorf                                           |      |
| Hungerkamp (Lage)                | Groß Twülpstedt-Volkmarsdorf     | 121 m  | |      |
| Im Rohrkamp (Lage)               | Groß Twülpstedt-Volkmarsdorf     | 85 m   | Schützenhaus                                                                                       |      |
| Klein Sisbecker Straße (Lage)    | Groß Twülpstedt-Volkmarsdorf     | 514 m  | |      |
| Österlingenweg (Lage)            | Groß Twülpstedt-Volkmarsdorf     | 257 m  | |      |
| Rümmersche Straße (Lage)         | Groß Twülpstedt-Volkmarsdorf     | 182 m  | |      |
| Siedlung (Lage)                  | Groß Twülpstedt-Volkmarsdorf     | 374 m  | |      |
| Ahornweg (Lage)                  | Velpke                           | 234 m  | |      |
| Alte Siedlung (Lage)             | Velpke                           | 192 m  | |      |
| Am Bahnhof (Lage)                | Velpke                           | 155 m  | |      |
| Am Immenhus (Lage)               | Velpke                           | 1512 m | Verläuft im Außenbereich, Kuhloch (Teich)                                                          |      |
| Am Klei (Lage)                   | Velpke                           | 140 m  | |      |
| Am Schwarzen Weg (Lage)          | Velpke                           | 959 m  | |      |
| Am Spargelkamp (Lage)            | Velpke                           | 537 m  | |      |
| Am Sportplatz (Lage)             | Velpke                           | 207 m  | Gewerbegebiet                                                                                      |      |
| Am Windmühlenberg (Lage)         | Velpke                           | 267 m  | Kita „Kleine Strolche“                                                                             |      |
| An der Bascheriede (Lage)        | Velpke                           | 126 m  | Gewerbegebiet                                                                                      |      |
| An der Prügeleiche (Lage)        | Velpke                           | 189 m  | |      |
| An der Riede (Lage)              | Velpke                           | 95 m   | |      |
| An der Schule (Lage)             | Velpke                           | 502 m  | Carl-Friedrich-Gauß-Schule Velpke, Kita „Lummerland“                                               |      |
| Auf der Bünne (Lage)             | Velpke                           | 290 m  | |      |
| Bahnhofstraße (Lage)             | Velpke                           | 401 m  | |      |
| Bergrehme (Lage)                 | Velpke                           | 470 m  | |      |
| Birkenweg (Lage)                 | Velpke                           | 206 m  | |      |
| Buchenweg (Lage)                 | Velpke                           | 283 m  | |      |
| Bünnebergstraße (Lage)           | Velpke                           | 224 m  | |      |
| Erlenring (Lage)                 | Velpke                           | 526 m  | |      |
| Fichtenweg (Lage)                | Velpke                           | 140 m  | |      |
| Finkensteg (Lage)                | Velpke                           | 136 m  | |      |
| Gartenweg (Lage)                 | Velpke                           | 300 m  | |      |
| Gerhart-Hauptmann-Weg (Lage)     | Velpke                           | 240 m  | |      |
| Grafhorster Straße (Lage)        | Velpke                           | 962 m  | Velpker Kiessee                                                                                    |      |
| Haseldamm (Lage)                 | Velpke                           | 356 m  | |      |
| Helmstedter Straße (Lage)        | Velpke                           | 305 m  | St. Andreas-Kirche (evangelisch)                                                                   |      |
| Industriestraße (Lage)           | Velpke                           | 338 m  | Industriegebiet                                                                                    |      |
| Jasperallee (Lage)               | Velpke                           | 244 m  | |      |
| Jungfernstieg (Lage)             | Velpke                           | 402 m  | |      |
| Kirschenweg (Lage)               | Velpke                           | 297 m  | |      |
| Lärchenweg (Lage)                | Velpke                           | 201 m  | |      |
| Marktplatz (Lage)                | Velpke                           | 271 m  | |      |
| Maschring (Lage)                 | Velpke                           | 531 m  | |      |
| Maschstraße (Lage)               | Velpke                           | 159 m  | |      |
| Meinkoter Straße (Lage)          | Velpke                           | 441 m  | |      |
| Mittelweg (Lage)                 | Velpke                           | 83 m   | |      |
| Mühlenweg (Lage)                 | Velpke                           | 124 m  | |      |
| Neuenhäuser Straße (Lage)        | Velpke                           | 184 m  | |      |
| Nordring (Lage)                  | Velpke                           | 193 m  | |      |
| Oebisfelder Straße (Lage)        | Velpke                           | 1833 m | St.-Marien-Kirche, Polizeistation Velpke, Rathaus Velpke, Friedhof Velpke, Baugebiet Hasenberg     |      |
| Ostring (Lage)                   | Velpke                           | 416 m  | |      |
| Sägemühlenweg (Lage)             | Velpke                           | 733 m  | Gewerbegebiet, Ortsfeuerwehr Velpke, Jugendzentrum                                                 |      |
| Sandmühlenkamp (Lage)            | Velpke                           | 619 m  | |      |
| Sandweg (Lage)                   | Velpke                           | 309 m  | |      |
| Sonnenweg (Lage)                 | Velpke                           | 314 m  | |      |
| Steinbruchstraße (Lage)          | Velpke                           | 233 m  | |      |
| Steinhauer Straße (Lage)         | Velpke                           | 668 m  | |      |
| Steinkamp (Lage)                 | Velpke                           | 638 m  | |      |
| Südring (Lage)                   | Velpke                           | 258 m  | |      |
| Tannenweg (Lage)                 | Velpke                           | 72 m   | |      |
| Vorsfelder Straße (Lage)         | Velpke                           | 513 m  | |      |
| Weideweg (Lage)                  | Velpke                           | 119 m  | Gewerbegebiet                                                                                      |      |
| Wetzsteinring (Lage)             | Velpke                           | 1118 m | |      |
| Wiesenweg (Lage)                 | Velpke                           | 476 m  | |      |
| Zum Kieferngrund (Lage)          | Velpke                           | 390 m  | |      |
| Zum Schützenhaus (Lage)          | Velpke                           | 262 m  | Schützenhaus, Jugendzentrum Velpke                                                                 |      |
| Am Felde (Lage)                  | Velpke-Meinkot                   | 93 m   | |      |
| Am Friedhof (Lage)               | Velpke-Meinkot                   | 219 m  | Friedhof Meinkot                                                                                   |      |
| Auf der Heide (Lage)             | Velpke-Meinkot                   | 256 m  | |      |
| Auf der Meine (Lage)             | Velpke-Meinkot                   | 236 m  | |      |
| Halbmorgenweg (Lage)             | Velpke-Meinkot                   | 530 m  | |      |
| Heidkamp (Lage)                  | Velpke-Meinkot                   | 387 m  | |      |
| Kirchstraße (Lage)               | Velpke-Meinkot                   | 433 m  | St.-Laurentius Kirche                                                                              |      |
| Lindenstraße (Lage)              | Velpke-Meinkot                   | 671 m  | Schützenverein Meinkot, Sportplatz, Ortsfeuerwehr Meinkot                                          |      |
| Neue Siedlung (Lage)             | Velpke-Meinkot                   | 136 m  | |      |
| Teichbreite (Lage)               | Velpke-Meinkot                   | 291 m  | |      |
| Twülpstedter Straße (Lage)       | Velpke-Meinkot                   | 433 m  | |      |
| Waldblick (Lage)                 | Velpke-Meinkot                   | 166 m  | |      |
| Wiesengrund (Lage)               | Velpke-Meinkot                   | 153 m  | |      |
| Zum Hollen (Lage)                | Velpke-Meinkot                   | 334 m  | Sportplatz                                                                                         |      |
| Amselweg (Lage)                  | Velpke-Wahrstedt                 | 269 m  | |      |
| Am Springberg (Lage)             | Velpke-Wahrstedt                 | 152 m  | Hausnummerierung weist auf Teil der Stendaler Straße hin.                                          |      |
| Bergweg (Lage)                   | Velpke-Wahrstedt                 | 338 m  | |      |
| Büstedt (Lage)                   | Velpke-Wahrstedt                 | 553 m  | Gut Büstedt, Landesgrenze zu Sachsen-Anhalt bzw. zur ehemaligen DDR                                |      |
| Im Winkel (Lage)                 | Velpke-Wahrstedt                 | 99 m   | |      |
| Kiebitzweg (Lage)                | Velpke-Wahrstedt                 | 63 m   | |      |
| Lerchenfeld (Lage)               | Velpke-Wahrstedt                 | 364 m  | |      |
| Pfarrgarten (Lage)               | Velpke-Wahrstedt                 | 108 m  | |      |
| Pirolweg (Lage)                  | Velpke-Wahrstedt                 | 311 m  | |      |
| Riedetal (Lage)                  | Velpke-Wahrstedt                 | 76 m   | |      |
| Stendaler Straße (Lage)          | Velpke-Wahrstedt                 | 1045 m | St.-Petri-Kirche, Sportplatz                                                                       |      |
| Zum Lindhorn (Lage)              | Velpke-Wahrstedt                 | 491 m  | Ortsfeuerwehr Wahrstedt, Friedhof Warstedt                                                         |      |